# Bekasi (regentschap)
Bekasi is een regentschap in de provincie West-Java op het eiland Java in Indonesië. Het regentschap ligt ten oosten van de stad Bekasi. De regentschap Bekasi en de stad Bekasi zijn afzonderlijke, bestuurlijke gebieden.
Bij de volkstelling van 2020 telde het regentschap Bekasi 3.113.017 inwoners op een oppervlakte van 1.225 km². Het is onderdeel van Jabodetabek, het grootstedelijke gebied van Jakarta, met 29,5 miljoen inwoners de 5e agglomeratie van de wereld.